# Закон «Про внутрішню безпеку»
Закон 1950 року про внутрішню безпеку (англ. Internal Security Act of 1950), Закон Маккарена-Вуда 1950, також відомий як Закон про контроль над підривною діяльністю (англ. Subversive Activities Control Act of 1950) — акт, прийнятий Конгресом США на пропозицію сенатора П. Маккарена і члена Палати представників Дж. Вуда. Зобов'язував американську компартію і інші демократичні організації, на які міг бути поширений цей закон, реєструватися в Міністерстві юстиції як «агенти іноземної держави», повідомляти дані про своїх членів, посадових осіб, фінансову та організаційну діяльність. За невиконання закону і відмову від реєстрації передбачав покарання у вигляді тюремного ув'язнення на термін до 5 років і штраф в сумі до 10 тисяч дол.

## Законодавча історія

#### Вето Трумена
Президент США Гаррі Трумен наклав вето на Закон Маккарена, зробивши найрішучішу заяву, яку коли-небудь робив президент, щодо захисту непопулярних висловлювань. Помічник Білого дому Джордж Елсі процитував його приватну заяву у своєму характерному прямому стилі: «Ми повинні захистити Білль про права…». Ісусе, це ж те, за що ми боремося». Однак Конгрес негайно подолав вето переважною більшістю 57–10 у Сенаті та 286–48 у Палаті представників.

## Судові процеси

### Справа «Комуністична партія США проти Ради контролю підривної діяльності» (1961р.)
22 листопада 1950 року Генеральний прокурор США звернувся до Ради контролю підривної діяльності з проханням видати наказ, що зобов'язував би Комуністичну партію США зареєструватись як організація комуністичного руху. У зв'язку з цим Комуністична партія США подала позов до окружного суду округу Колумбія, вимагаючи припинення провадження Радою контролю підривної діяльності. Суд відмовив у задоволенні позову. 23 квітня 1951 року розпочались слухання у Раді контролю підривної діяльності. Рада заслухала 22-х свідків від Генерального прокурора США та трьох свідків від Комуністичної партії США. Крім того, під час слухань було представлено 507 додатків, серед яких були книжки. 20 квітня 1953 року Рада опублікувало 137-сторінковий звіт, у якому було зроблено висновок, що партія є організацією комуністичного руху в розумінні Закону про контроль над підривною діяльністю. Крім того, Рада видала наказ, який вимагав від Комуністичної партії США зареєструватись як організація комуністичного руху.
Комуністична партія США подала позов до Апеляційного суду округу Колумбія, оскаржуючи конституційність Закону про контроль над підривною діяльністю, а також правомірність наказу Ради. Апеляційний суд округу Колумбія постановив, що закон був конституційним. Зокрема, суддя Барет Прітімен розглянув діяльність комуністичного руху та дійшов висновку, що така діяльність становить явну й реальну небезпеку, яка виправдовує ситуацію, коли свобода слова поступається місцем вимогам державної безпеки. Прітімен написав, що основна теорія комунізму, згідно з якою всі нині існуючі націоналістичні уряди будуть замінені бездержавною всесвітньою організацією під диктатурою пролетаріату, домінуванням комуністів однієї світової держави з усіма її активами, послідовністю національних капітуляцій перед силами цієї групи та проголошені наміри її керівників щодо решти світу є історичними фактами, які не підлягають обговоренню. Суддя Девід Бейзлон не погодився із рішенням більшості та написав свою відмінну думку, в якій зазначив, що положення Закону про контроль над підривною діяльністю, що вимагали реєстрації порушували заборону, що міститься у П'ятій поправці до Конституції США, а саме заборону примушувати будь-кого свідчити проти себе за обвинувачення в будь-якому кримінальному злочині. Зокрема, Бейзлон звернув увагу на те, що закон, під загрозою кримінальної відповідальності, примушує фізичних осіб розкривати свою асоціацію з Комуністичною партією США, а така асоціація може підлягати кримінальному переслідуванню за Законом Сміта.
Зрештою, справа дійшла до Верховного суду США, який постановив конституційність оскаржуваних положень Закону про контроль над підривною діяльністю. Думку від більшості суддів написав суддя Фелікс Франкфуртер. Франкфуртер зазначив, що багато занепокоєнь щодо конституційності положень закону «передчасно порушені в цьому судовому процесі». Він додав, що саме лише потенційне порушення конституційних прав Законом саме по собі не створює спору, що підлягає судовому розгляду, у якому характер і обсяг цих прав можуть бути предметом судового розгляду. Франкфуртер відкинув аргумент, що Закон є законом про позбавлення прав та конфіскацію майна. Він наголосив на тому, що закон стосувався не певних організацій, а певних описаних видів діяльності, якими організація може або не може займатися. Франкфуртер також дійшов висновку, що міркування безпеки виправдовували обмеження свободи слова, які могли випливати із Закону. Щодо до аргументу, що Закон фактично змушує свідчити проти себе, Франкфуртер зазначив, що цей аргумент є передчасним.
Голова Верховного суду США Ерл Воррен, судді Верховного суду США Г'юґо Блек та Вільям Дуґлас не погодились із рішенням більшості та написали свої відмінні думки. Суддя Вільям Бреннан написав частково відмінну думку. У своїй відмінній думці Ерл Воррен не розглядав питань конституційності положень Закону про контроль над підривною діяльністю, однак зазначив, що «Суд сьогодні збивається з добре протореного шляху наших попередніх рішень, передчасно вирішуючи конституційні питання».
Суддя Г'юґо Блек зазначив, що навіть ідеї, які ми ненавидимо, мають бути захищені свободою слова, преси, петицій і зібрань, які гарантовані Першою поправкою до Конституції США. В іншому випадку, зауважує Блек, рано чи пізно обмеження застосовуватимуться до ідей, які ми плекаємо. Блек звернув увагу на те, що оскаржуваний Закон заснований на припущенні, що уряд має діяти як опікун, який захищає американських виборців від обговорення державної політики. На думку Блека, закони, засновані на такому припущенні, спрямовані на те, щоб відібрати свободу слова, преси, петицій та зібрань. Блек наступним чином описав обмеження, запроваджені оскаржуваним Законом: деякі податкові відрахування, дозволені іншим особам, не надаються зареєстрованій на підставі Закону організації; поштовий лист має бути проштампований перед тим, як зареєстрована організація надішле його, щоб показати, що він був розповсюджений організацією «комуністичного руху»; члени зареєстрованої організації не можуть обіймати певні посади в уряді або займатись будь-якою роботою в приватних підприємствах, які виконують певну роботу для уряду; члени зареєстрованих організацій не можуть використовувати або намагатися використовувати паспорт і навіть не можуть подати заяву на отримання паспорта без покарання у вигляді п'яти років ув'язнення. Блек підсумував: Закон надзвичайно ускладнює проживання члена Комуністичної партії в цій країні і водночас робить злочином для нього спробу отримати паспорт для виїзду. На думку Блека, цей Закон ставить є небезпечним для країни, оскільки, коли починається практика заборони партій і різних громадських формувань, ніхто не може сказати, чим вона закінчиться. Блек додав, що у більшості країн, де виникала така практика, все закінчувалось однопартійним урядом.
На думку Г'юґо Блека, Закон про контроль над підривною діяльністю був неконституційним з наступних підстав. По-перше, він суперечив П'ятій поправці до Конституції США, яка забороняє примушувати будь-кого свідчити проти себе у кримінальній справі. По-друге, він порушує Першу поправку до Конституції США, яка захищає свободу відстоювання ідей щодо суспільних питань через асоціації, які за характером є політичними партіями та товариствами. По-третє, Закон є класичним забороненим Конституцією США законом про позбавлення прав та конфіскації майна, оскільки він різними способами накладає тягар і покарання без судового розгляду.
Суддя Вільям Дуґлас зазначив, що сама по собі вимога реєстрації Комуністичної партії та її членів не порушувала Першу поправку до Конституції США, однак порушувала П'яту поправку до Конституції США, а саме — примушувати будь-кого свідчити проти себе у кримінальній справі.